# Бадков, Владимир Михайлович
Владимир Михайлович Бадков (16 мая 1940, Первомайск — 2013, Екатеринбург) — доктор физико-математических наук, профессор, автор около 100 научных работ. С 1962 года работал в Институте математики и механики УрО РАН: В 1962 и 1963 годах является старшим лаборантом, с 1963 по 1972 год — младший научный сотрудник; с 1972 по 1996 год — старший научный сотрудник, с 1996 года ведущий научный сотрудник. С 1996 года являлся профессором кафедры математического анализа и теории функций Уральского федерального университета.

## Биография
Родился 16 мая 1940 года в Первомайске Одесской области Украинской ССР. В 1962 году окончил Одесский национальный университет имени И. И. Мечникова.
С 1962 года работал в Институте математики и механики УрО РАН: В 1962 и 1963 годах является старшим лаборантом, с 1963 по 1972 год — младший научный сотрудник; с 1972 по 1996 год — старший научный сотрудник, с 1996 года ведущий научный сотрудник. С 1996 года является профессором кафедры математического анализа и теории функций УФУ.
Являлся специалистом по ортогональным полиномам. Приобрёл равномерные асимптотические представления на всем множестве ортогональности для обобщенных многочленов Якоби, ортогональных на окружности или на отрезке, а также для тригонометрических. В его деятельность также включалось исследование вопросов о сходимости рядов Фурье по указанным полиномам. Приобрёл двусторонние поточечные оценки в терминах функции Сегё для многочленов, ортогональных на окружности с введенным автором весом, порядки особенностей которого задаются конечными произведениями действительных степеней вогнутых модулей непрерывности. В ряде случаев нашел порядки наилучших приближений алгебраическими многочленами соответствующей функции Сегё. Является автором около 100 научных работ.

## Основные труды
- Badkov, V. M. Estimates of the Lebesgue function of Fourier sums in trigonometric polynomials orthogonal with a weight not belonging to the spaces Lr(r>1). (English. Russian original) Zbl 1298.42001 Proc. Steklov Inst. Math. 277, Suppl. 1, S21-S32 (2012); translation from Tr. Inst. Mat. Mekh. (Ekaterinburg) 17, No. 3, 71-82 (2011). MSC: 42A05 42A16
- Badkov, V. M. Asymptotic formulae for the zeros of orthogonal polynomials. (English. Russian original) Zbl 1257.42034 Sb. Math. 203, No. 9, 1231—1243 (2012); translation from Mat. Sb. 203, No. 9, 3-14 (2012). MSC: 42C05 30C15
- Badkov, V. M. Some properties of Jacobi polynomials orthogonal on a circle. (English. Russian original) Zbl 1237.33004 Proc. Steklov Inst. Math. 273, Suppl. 1, 49-58 (2011); translation from Tr. Inst. Mat. Mekh. (Ekaterinburg) 16, No. 4 (2010). Reviewer: Lizhong Peng (Beijing) MSC: 33C45 40G05 42C10
- Badkov, V. M. Asymptotic behavior of the maximal zero of a polynomial orthogonal on a segment with a nonclassical weight. (English. Russian original) Zbl 1312.33023 Proc. Steklov Inst. Math. 264, Suppl. 1, S39-S43 (2009); translation from Tr. Inst. Mat. Mekh. (Ekaterinburg) 14, No. 3, 38-42 (2008). MSC: 33C45
- Badkov, V. M. Pointwise estimates of polynomials orthogonal on a circle with respect to a weight not belonging to the spaces Lr(r>1). (English. Russian original) Zbl 1235.42019 Proc. Steklov Inst. Math. 266, Suppl. 1 (2009, Suppl. 2), 64-77 (2009); translation from Tr. Inst. Mat. Mekh. (Ekaterinburg) 15, No. 1 (2009). Reviewer: Som Prakash Goyal (Jaipur) MSC: 42C05
- Badkov, V. M. Introduction to a unified theory of algebraic and trigonometric orthogonal polynomials. ({\cyr Vvedenie v edinuyu teoriyu algebraicheskikh i trigonometricheskikh ortogonal’nykh polinomov}.) (Russian) Zbl 1236.33001 Ekaterinburg: Ural’skiĭ Gosudarstvennyĭ Universitet (ISBN 5-7996-0247-1). 132 p. (2006). MSC: 33-02 33C45 33C47 42C05
- Badkov, V. M. Zeros of orthogonal polynomials. (English. Russian original) Zbl 1146.42004 Subbotin, Yu. N. (ed.), Function theory. Transl. from the Russian. Moscow: MAIK Nauka/ Interperiodica. Proc. Steklov Inst. Math. 2005, Suppl. 2, S30-S48 (2005); translation from Tr. Inst. Mat. Mekh. (Ekaterinburg) 11, No. 2, 30-46 (2005). Reviewer: Yu Jiarong (Wuhan) MSC: 42C05 33C45 42A05
- Badkov, V. M. The equiconvergence of Fourier sums in orthogonal polynomials. (English) Zbl 1125.42011 Marinov, A. V. (ed.), Topology, mathematical control theory and differential equations, approximation theory. Transl. from the Russian. Moscow: Maik Nauka/Interperiodica. Proceedings of the Steklov Institute of Mathematics 2004, Suppl. 1, S101-S127 (2004). Reviewer: Robert E. Zink (Lafayette) MSC: 42C05 42C15
- Badkov, V. M. Orders of the weighted Lebesgue constants for Fourier sums with respect to orthogonal polynomials. (English) Zbl 1147.42300 Approximation theory. Asymptotical expansions. Moscow: MAIK Nauka/Interperiodica. Proc. Steklov Inst. Math. 2001, Suppl. 1, S48-S64 (2001). MSC: 42A05 42C05 42C10 41A60
- Maclaurin’s expansion of Szegő’s function whose weight is positive and satisfies Dini’s condition, uniformly converges in the closed disc. (Russian) Zbl 1014.41019 Tr. Inst. Mat. Mekh. (Ekaterinburg) 5, 199—204 (1998). Reviewer: Ferenc Moricz (Szeged) MSC: 41A58 42C05 41A17
- Badkov, V. M. Pointwise estimates from below of the moduli of the derivatives of orthogonal polynomials on the circle with a weight having singularities. (English. Russian original) Zbl 0838.41007 Sb. Math. 186, No. 6, 771—781 (1995); translation from Mat. Sb. 186, No. 6, 3-14 (1995). Reviewer: F.Móricz (Szeged) MSC: 41A10 30E10 42C05
- Badkov, V. M. Asymptotic and extremal properties of orthogonal polynomials in the presence of singularities in the weight. (English. Russian original) Zbl 0824.42020 Stechin, S. B. (ed.) Proceedings of an All-Union school on the theory of functions. Proc. Steklov Inst. Math. 198, 37-82 (1994); translation from Tr. Mat. Inst. Steklova 198, 41-88 (1992). Reviewer: L.Leindler (Szeged) MSC: 42C15 41A10 42A10 41A17 41A60
- Badkov, V. M. Asymptotics of the second kind polynomials and above and below point estimates of its derivatives. (Russian. English summary) Zbl 0810.33003 Tr. Inst. Mat. Mekh. (Ekaterinburg) 1, 71-83 (1992). MSC: 33C45 41A60 42C05
- Badkov, V. M. Uniform asymptotic representations of orthogonal polynomials and their derivatives. (English) Zbl 0709.42502 Proc. Steklov Inst. Math. 180, 39-41 (1989). MSC: 42C05 41A60
- Badkov, V. M. Systems of orthogonal polynomials explicitly represented by Jacobi polynomials. (English. Russian original) Zbl 0714.42014 Math. Notes 42, No. 5, 858—863 (1987); translation from Mat. Zametki 42, No. 5, 650—659 (1987). MSC: 42C05 33C45
- Badkov, V. M. Two-sided estimates of the Lebesgue function and of the residue of the Fourier series with respect to orthogonal polynomials. (Russian) Zbl 0682.42013 Approximation in concrete and abstract Banach spaces, Collect. Sci. Works, 31-45 (1987). Reviewer: K.Tandori MSC: 42C05
- Badkov, V. M. A generalization of a theorem of I. A. Ibragimov and V. N. Solev. (Russian) Zbl 0681.42012 Approximation in concrete and abstract Banach spaces, Collect. Sci. Works, 15-30 (1987). Reviewer: F.Móricz MSC: 42A99
- Badkov, V. M. On systems of orthogonal polynomials expressed in explicit form by Jacobi polynomials. (Russian) Zbl 0645.42020 Mat. Zametki 42, No. 5, 650—659 (1987). Reviewer: F.Móricz MSC: 42C10 42C05
- Badkov, V. M. Uniform asymptotic representations of orthogonal polynomials and their derivatives in case of weight with singularities. (Russian) Zbl 0742.42010 Theory of functions and approximations, Proc. 3rd Saratov winter school, Saratov/USSR 1986, Interuniv. Sci. Collect., Part 1, 100—104 (1987). Reviewer: F.Móricz (Szeged) MSC: 42C05 33C45
- Badkov, V. M. Uniform asymptotic representations of orthogonal polynomials. (Russian) Zbl 0642.33016 Approximation of functions by polynomials and splines, Collect. Artic., Sverdlovsk 1985, 41-53 (1985). Reviewer: A.Magnus MSC: 33C45
- Badkov, V. M. Best approximation order of Szegö’s function. (Russian) Zbl 0614.41025 Approximation of functions by polynomials and splines, Collect. Artic., Sverdlovsk 1985, 25-40 (1985). Reviewer: C.Mustăţa MSC: 41A50 41A60 41A10 41A25 41A30 42C05
- Badkov, V. M. Uniform asymptotic representations of orthogonal polynomials. (English) Zbl 0606.42023 Proc. Steklov Inst. Math. 164, 5-41 (1985). MSC: 42C05
- Badkov, V. M. Uniform asymptotic representations of orthogonal polynomials. (Russian) Zbl 0583.42014 Tr. Mat. Inst. Steklova 164, 6-36 (1983). Reviewer: F.Móricz MSC: 42C10
- Badkov, V. M. Asymptotic properties of orthogonal polynomials. (Russian) Zbl 0552.42009 Constructive function theory, Proc. int. Conf., Varna/Bulg. 1981, 21-27 (1983). Reviewer: R.Gajewski MSC: 42C05
- Badkov, V. M. Estimations for the Lebesgue function and the remainder of the Fourier series with respect to orthogonal polynomials. (English) Zbl 0533.42017 Functions, series, operators, Proc. int. Conf., Budapest 1980, Vol. I, Colloq. Math. Soc. János Bolyai 35, 165—181 (1983). Reviewer: R.D.Carmichael MSC: 42C10
- Badkov, V. M. Approximation by Fourier expansion in terms of orthogonal polynomials. (English) Zbl 0517.42037 Approximation and function spaces, Proc. int. Conf., Gdansk 1979, 51-67 (1981). MSC: 42C15
- Badkov, V. M. Approximations of functions in the uniform metric by Fourier sums of orthogonal polynomials. (English) Zbl 0458.42021 Proc. Steklov Inst. Math. 145, 19-65 (1981). MSC: 42C15 42C05 41A17
- Badkov, V. M. Approximative Eigenschaften von Fouriersummen nach Orthogonalpolynomen. (Russian) Zbl 0458.42020 Constructive function theory, Proc. int. Conf., Blagoevgrad 1977, 17-24 (1980). MSC: 42C10
- Badkov, V. M. An approximation of functions in the uniform metric by means of Fourier sums in orthogonal polynomials. (Russian) Zbl 0439.42020 Tr. Mat. Inst. Steklova 145, 20-62 (1980). MSC: 42C15 42C05 42A20
- Badkov, V. M. The asymptotic behavior of orthogonal polynomials. (English) Zbl 0435.42012 Math. USSR, Sb. 37, 39-51 (1980). MSC: 42C05
- Badkov, V. M. Asymptotisches Verhalten von Orthogonalpolynomen. (Russian) Zbl 0412.42014 Mat. Sb., N. Ser. 109(151), 46-59 (1979). MSC: 42C05
- Badkov, V. M. Approximation properties of Fourier series in orthogonal polynomials. (English) Zbl 0413.42014 Russ. Math. Surv. 33, No. 4, 53-117 (1978). MSC: 42C10 42A10
- Badkov, V. M. Approximative Eigenschaften von Fourierreihen nach Orthogonalpolynomen. (Russian) Zbl 0383.42009 Usp. Mat. Nauk 33, No. 4(202), 51-106 (1978). MSC: 42C10 42A10
- Badkov, V. M. Mean and almost everywhere convergence of Fourier series in orthogonal trigonometric polynomials. (Russian) Zbl 0513.42022 The theory of the approximation of functions, Proc. Inf. Conf., Collect. Artic. Kaluga 1975, 23-27 (1977). MSC: 42C10 42A20
- Badkov, V. M. Convergence in the mean and almost everywhere of Fourier series in polynomials orthogonal on an interval. (English) Math. USSR, Sb. 24(1974), 223—256 (1976). MSC: 42A20 33C45 42C05 42C15 41A10
- Badkov, V. M. Konvergenz im Mittel und fast überall von Fourier-Reihen nach Polynomen, die auf einem Intervall orthogonal sind. (Russian) Zbl 0311.42006 Mat. Sb., N. Ser. 95(137), 229—262 (1974). MSC: 42A20 33C45 42C05 42C15 41A10
- Badkov, V. M. Convergence in the mean of the Fourier series in orthogonal polynomials. (English) Zbl 0295.42004 Math. Notes 14(1973), 651—657 (1974). MSC: 42A20 42C15
- Badkov, V. M. Konvergenz im Mittel von Fourierreihen nach Orthogonalpolynomen. (Russian) Zbl 0291.42004 Mat. Zametki 14, 161—172 (1973). MSC: 42A20 42C15
- Badkov, V. M. Boundedness in the mean of orthonormalized polynomials. (English) Zbl 0272.42014 Math. Notes 13, 453—459 (1973). MSC: 42C05 33C45
- Badkov, V. M. Über die Beschränktheit im Mittel von orthonormierten Polynomen. (Russian) Zbl 0259.33013 Mat. Zametki 13, 759—770 (1973). MSC: 33C45 42C05
- Badkov, V. M. Approximation of functions by partial sums of Fourier series in polynomials orthogonal on an interval. (English. Russian original) Zbl 0209.37202 Math. Notes 8(1970), 712—717 (1971); translation from Mat. Zametki 8, 431—441 (1970). MSC: 42C15 42A16 42C05
- Badkov, V. M. Estimates of Lebesgue functions and remainders of Fourier-Jacobi series. (English) Zbl 0203.07102 Sib. Math. J. 9(1968), 947—962 (1969).
- Badkov, V. M. The uniform convergence of Fourier series in orthogonal polynomials. (English. Russian original) Zbl 0179.37202 Math. Notes 5, 174—179 (1969); translation from Mat. Zametki 5, 285—295 (1969).
- Badkov, V. M. Approximation of functions by partial sums of a Fourier series of generalized Jacobi polynomials. (English) Zbl 0169.08201 Math. Notes 3(1968), 428—435 (1969).
- Badkov, V. M. Abschätzungen des Lebesgueschen Funktion und des Rests einer Fourier- Jacobischen Reihe. (Russian) Zbl 0181.34501 Sib. Mat. Zh. 9, 1263—1283 (1968).
- Badkov, V. M. Approximation von Funktionen durch Partialsummen der Fourierreihe nach verallgemeinerten Jacobischen Polynomen. (Russian) Zbl 0165.39201 Mat. Zametki 3, 671—682 (1968).
- Badkov, V. M. Approximation of functions by Fourier-Jacobi sums. (English. Russian original) Zbl 0152.25901 Sov. Math., Dokl. 7, 450—453 (1966); translation from Dokl. Akad. Nauk SSSR 167, 731—734 (1966). Find this Document in your Library
- Badkov, V.; Barbashin, E. A. Über eine Methode zur Stabilisierung eines Regelungssystems mit Begrenzung der zulässigen Parameterwerte des Reglers. (Russian) Zbl 0126.30503 Izv. Akad. Nauk SSSR, Tekh. Kibern. 1964, No. 2, 121—128 (1964).

## Публикации
- Асимптотические свойства нулей ортогональных тригонометрических полиномов полуцелых порядков; В. М. Бадков; Тр. ИММ УрО РАН, 19:2 (2013), 54-70;
- Асимптотические формулы для нулей ортогональных полиномов; В. М. Бадков; Матем. сб., 203:9 (2012), 3-14;
- Тригонометрические аналоги теоремы равносходимости Сегё для рядов Фурье-Якоби; В. М. Бадков; Тр. ИММ УрО РАН, 18:4 (2012), 68-79;
- Оценки функции Лебега сумм Фурье по тригонометрическим полиномам, ортогональным с весом, не принадлежащим пространствам Lr (r>1); В. М. Бадков; Тр. ИММ УрО РАН, 17:3 (2011), 71-82;
- Некоторые свойства многочленов Якоби, ортогональных на окружности; В. М. Бадков; Тр. ИММ УрО РАН, 16:4 (2010), 65-73;
- Поточечные оценки многочленов, ортогональных на окружности с весом, не принадлежащим пространствам Lr (r>1); В. М. Бадков; Тр. ИММ УрО РАН, 15:1 (2009), 66-78;
- Асимптотика наибольшего нуля многочлена, ортогонального на отрезке с неклассическим весом; В. М. Бадков; Тр. ИММ УрО РАН, 14:3 (2008), 38-42;
- О нулях ортогональных полиномов; В. М. Бадков; Тр. ИММ УрО РАН, 11:2 (2005), 30-46;
- Порядки весовых констант Лебега сумм Фурье по ортогональным полиномам; В. М. Бадков; Тр. ИММ УрО РАН, 7:1 (2001), 47-61;
- Ряд Маклорена функции Сегё положительного веса, удовлетворяющего условию Дини, равномерно сходится в единичном круге; В. М. Бадков; Тр. ИММ УрО РАН, 5 (1998), 199—204;
- Поточечные оценки снизу модулей производных многочлена, ортогонального на окружности с весом, имеющим особенности; В. М. Бадков; Матем. сб., 186:6 (1995), 3-14;
- Асимптотика многочленов второго рода и двусторонние поточечные оценки их производных; В. М. Бадков; Тр. ИММ УрО РАН, 1 (1992), 71-83;
- Асимптотические и экстремальные свойства ортогональных полиномов при наличии особенностей у веса; В. М. Бадков; Тр. МИАН, 198 (1992), 41-88;
- О системах ортогональных многочленов, выражающихся в явном виде через многочлены Якоби; В. М. Бадков; Матем. заметки, 42:5 (1987), 650—659;
- Равномерные асимптотические представления ортогональных полиномов и их производных; В. М. Бадков; Тр. МИАН СССР, 180 (1987), 36-38;
- Равномерные асимптотические представления ортогональных полиномов; В. М. Бадков; Тр. МИАН СССР, 164 (1983), 6-36;
- Приближение функций в равномерной метрике суммами Фурье по ортогональным полиномам; В. М. Бадков; Тр. МИАН СССР, 145 (1980), 20-62;
- Асимптотическое поведение ортогональных многочленов; В. М. Бадков; Матем. сб., 109(151):1(5) (1979), 46-59;
- Аппроксимативные свойства рядов Фурье по ортогональным полиномам; В. М. Бадков; УМН, 33:4(202) (1978), 51-106;
- Сходимость в среднем и почти всюду рядов Фурье по многочленам, ортогональным на отрезке; В. М. Бадков; Матем. сб., 95(137):2(10) (1974), 229—262;
- Сходимость в среднем рядов Фурье по ортогональным многочленам; В. М. Бадков; Матем. заметки, 14:2 (1973), 161—172;
- Об ограниченности в среднем ортонормированных многочленов; В. М. Бадков; Матем. заметки, 13:5 (1973), 759—770;
- Приближение функций частными суммами ряда Фурье по многочленам, ортогональным на отрезке; В. М. Бадков; Матем. заметки, 8:4 (1970), 431—441;
- Равносходимость рядов Фурье по ортогональным многочленам; В. М. Бадков; Матем. заметки, 5:3 (1969), 285—295;
- Приближение функций частичными суммами ряда Фурье по обобщенным многочленам Якоби; В. М. Бадков; Матем. заметки, 3:6 (1968), 671—682;
- О приближении функций суммами Фурье-Якоби; В. М. Бадков Докл. АН СССР, 167:4 (1966), 731—734;